# Пішинас
Пішинас (італ. Piscinas) — муніципалітет в Італії, у регіоні Сардинія,  провінція Карбонія-Іглезіас.
Пішинас розташований на відстані близько 450 км на південний захід від Рима, 45 км на захід від Кальярі, 15 км на південний схід від Карбонії, 29 км на південний схід від Іглезіас.
Населення — 872 особи (2014).

## Демографія
Населення за роками:

Станом на 1 січня 2023 року в муніципалітеті офіційно проживало 11 іноземців з 3 країн, серед них 5 громадян країн Євросоюзу.

## Сусідні муніципалітети
- Джиба
- Мазаїнас
- Сантаді
- Теулада
- Траталіас
- Віллаперуччо